# Várpalota
Várpalota – miasto w zachodnich Węgrzech, w komitacie Veszprém, u wschodniego podnóża Lasu Bakońskiego. Liczy 20 482 mieszkańców (styczeń 2011), powierzchnia wynosi 77,26 km², a gęstość zaludnienia 265,1 os./1 km².

## Współczesność
Várpalota była ważnym ośrodkiem przemysłowym (przemysł wydobywczy (kopalnie węgla brunatnego), metalurgiczny (huta aluminium), maszynowy i chemiczny, rafineria ropy naftowej, elektrownia cieplna). Centralny punkt miasta stanowi Főtér – Rynek Główny, przy którym mieści się główny kościół osady, centrum handlowe oraz zbudowana z kamienia średniowieczna forteca (w XIV w. zamek obronny, ważny punkt strategiczny w czasie wojen z Turkami), przerobiona współcześnie na unikatowe w skali Europy Muzeum Przemysłu Chemicznego.

## Miasta partnerskie
- Petroszany, Rumunia
- Fermo, Włochy
- Kremnica, Słowacja
- Wolfsberg, Austria
- Slovenj Gradec, Słowenia
- Czeladź, Polska
- Nysa, Polska[1][2]